# 8787 Ignatenko
8787 Ignatenko (1978 TL4) là một tiểu hành tinh vành đai chính được phát hiện ngày 4 tháng 10 năm 1978 bởi T. M. Smirnova ở Đài vật lý thiên văn Crimean.